# Verblijftijd
De verblijftijd is in de procestechniek de gemiddelde tijd die een deeltje in een systeem doorbrengt. De formule luidt:
{\displaystyle \tau ={\frac {V}{q}}}
met:
- {\displaystyle \tau } de verblijftijd in seconden
- V het volume van het systeem in m³
- q het debiet door het systeem in m³/s

De verblijftijd bepaalt mee de efficiëntie van een reactie volgens de formule
{\displaystyle C=C_{o}*e^{-k*\tau }}
met
- C = Concentratie aan de uitgang van de reactor in mol / liter
- C0 = Concentratie aan de ingang van de reactor in mol / liter
- k = reactiesnelheid in 1 / s
- {\displaystyle \tau } = verblijftijd in s

In praktijk is het dus zo dat de vooropgestelde efficiëntie C / C0 van de reactie en de bekende reactiesnelheid een verblijftijd opleggen. Uit die verblijftijd en uit het vooropgestelde debiet volgt dan het nodige volume van de reactor. Een reactor met een hogere verblijftijd zal dus meer efficiënt werken, maar zal groter uitvallen en dus een hogere investering vergen.
In sommige gevallen legt de wet een minimale verblijftijd op. Bijvoorbeeld voor afvalverbrandingsinstallaties legt de Europese richtlijn 2000/76/EG een verblijftijd van 2 seconden op vanaf de laatste luchtinjectie bij een temperatuur boven 850 °C voor niet gevaarlijk afval en 1100 °C voor gevaarlijk afval.